# Amanda Crew
Amanda Crew (5 de juny de 1986, Langley, Colúmbia Britànica, Canadà) és una actriu de cinema i televisió canadenca.

## Biografia
Va començar la seva carrera interpretativa quan la van contractar com habitual dos anys a la sèrie de televisió per a adolescents 15/Love. Els seus altres treballs a televisió inclouen papers recurrents a la sèrie d'ABC Life as We Know It i a la famosa sèrie de WB/CW Smallville.
Entre els seus papers més destacats hi ha la seva participació a Destinació final 3 el 2006 com Julie Christensen, i a Charlie St. Cloud el 2010 juntament amb Zac Efron.

## Filmografia

### Pel·lícules
- L'heroi de Berlín (2016): Peggy
- The age of Adaline (2015) - Kiki[3]
- Jeepers Creepers 3: Cathedra (2015): Sussy Owens
- The Identical (2014): Helen Hamsley
- Crazy Kind of Love (2013): Bette Mack
- Jobs (2013): Julie
- Repeaters (2011): Sonia
- Breaking the Girl (2011)[2]
- Charlie St. Cloud (2010): Tess Carroll[2]
- Sex Drive (2008): Felicia Alpine
- The Break-Up Artist (2009): Britney Brooks
- The Haunting in Connecticut (2009): Wendy Campbell
- Monster Ark (2008) (TV): Joanna
- That One Night (2008): Marie
- John Tucker Must Die (2006): Hallway Girl #1
- She's the Man (2006): Kia Paulstor
- Destinació final 3 (2006): Julie Christensen
- Meltdown: Days of Destruction (2006) (TV): Kimberly

### Sèries de televisió
- Silicon Valley (2014) Monica (personatge fix)
- Suits (2011) Lola Jensen (1 episodi)
- Whistler (2006) Carrie Miller (personatge fix)
- Smallville (2005) Sorority Girl (1 episodi)
- Life As We Know It (2005) Polly Brewer (2 episodis)
- 15/Love (2004–2005) Tanis McTaggart (23 episodis)